# Siebenkampf-Länderkampf der Frauen 1984 BR Deutschland – Bulgarien
| 6. Leichtathletik-Länderkampf mit bundesdeutscher Beteiligung 1984 | 6. Leichtathletik-Länderkampf mit bundesdeutscher Beteiligung 1984 |
| ------------------------------------------------------------------ | ------------------------------------------------------------------ |
|                                                                    |                                                                    |
| Siebenkampfvergleich der Frauen: BR Deutschland – Bulgarien        |                                                                    |
| Austragungsort                                                     | Mannheim                                                           |
| Wettbewerbe                                                        | 1                                                                  |
| Datum                                                              | 8./9. Juni                                                         |
| 1. FRG 2. BGR                                                      | 18.577 P 16.869 P                                                  |
| Chronik                                                            |                                                                    |
| ← FRG-POL 10kampf (M)                                              | FRG-FRA/FRG-POL/00 FRG-CSK (M) →                                   |

Im sechsten Vergleich des Länderkampfjahres 1984 bestritten im Gegensatz zum Vorjahr nun auch die Siebenkämpferinnen wieder einen Länderkampf. Am 8./9. Juni traten sie wie ihre männlichen Mehrkampfkollegen in Mannheim an. Die Gegnerinnen kamen allerdings aus Bulgarien und nicht wie bei den Männern aus Polen. Ein Aufeinandertreffen mit den bulgarischen Mehrkämpferinnen hatte es zuvor noch nicht gegeben.

## Modus
Jedes Team konnte mit vier Athletinnen antreten, von denen die drei Besten durch Addition ihrer Punktzahlen gewertet wurden. Bulgarien setzte nur drei Vertreterinnen ein, die alle in die Wertung kamen.

## Ergebnis
In der Einzelwertung erzielten die bundesdeutschen Vertreterinnen einen Doppelsieg und nach der drittplatzierten besten Bulgarin folgte die drittbeste bundesdeutsche Siebenkämpferin auf dem vierten Platz. Da machte es im Hinblick auf die Länderkampfwertung nichts aus, dass die vierte Teilnehmerin aus der Bundesrepublik im 800-Meter-Lauf disqualifiziert wurde. Die Bundesrepublik Deutschland gewann mit 18.577 zu 16.869 Punkten.

## Legende
Kurze Übersicht zur Bedeutung der Symbolik – so üblicherweise auch in sonstigen Veröffentlichungen verwendet:
| DSQ | disqualifiziert |

## Resultat

### Siebenkampf
| Platz | Name              | Nation | Punkte | 100 m Hürden | Hoch- sprung | Kugel- stoßen | 200 m   | Weit- sprung | Speer- wurf | 800 m       |
| ----- | ----------------- | ------ | ------ | ------------ | ------------ | ------------- | ------- | ------------ | ----------- | ----------- |
| 1     | Sabine Braun      | FRG    | 6442   | 13,68 s      | 1,78 m       | 13,09 m       | 23,88 s | 6,03 m       | 36,02 m     | 2:09,41 min |
| 2     | Sabine Everts     | FRG    | 6167   | 13,65 s      | 1,87 m       | 12,35 m       | 24,35 s | 6,25 m       | 31,18 m     | 2:09,35 min |
| 3     | Emilia Pentschewa | BGR    | 5993   | 13,87 s      | 1,75 m       | 12,37 m       | 24,47 s | 6,03 m       | 34,40 m     | 2:11,44 min |
| 4     | Iris Künstner     | FRG    | 5968   | 13,91 s      | 1,87 m       | 12,50 m       | 25,22 s | 5,96 m       | 35,86 m     | 2:17,50 min |
| 5     | Liljana Ivanova   | BGR    | 5628   | 13,41 s      | 1,51 m       | 09,56 m       | 23,44 s | 6,48 m       | 22,54 m     | 2:09,56 min |
| 6     | Ljudmila Ninova   | BGR    | 5248   | 14,77 s      | 1,72 m       | 09,78 m       | 26,19 s | 6,40 m       | 27,24 m     | 2:31,17 min |
| DSQ   | Helga Nusko       | FRG    |        | 14,00 s      | 1,84 m       | 13,78 m       | 25,45 s | 5,99 m       | 45,04 m     | DSQ         |